# 保安委員会
保安委員会（ほあんいいんかい、仏: Comité de sûreté générale）は、フランス革命期に警察機関として活動した国民公会の委員会。公安委員会とともに恐怖政治を監督した。 
保安委員会は、反逆の報告を調査する地方警察委員会を監督し、容疑者を裁判とギロチンによる処刑の可能性のために革命裁判所に送る権限を持つ機関の1つであった。 
保安委員会は1792年10月に全国委員会の委員会として 、革命共和国を国内の敵から守るために設立された。1794年までに保安委員会はロベスピエールと公安委員会に対立する勢力の一部となり、メンバーはテルミドール9日のクーデターに参加した。1795年の後半に国民公会が解散するとともに保安委員会も活動を終了した。

## 沿革
1792年10月、国民公会は、立法議会の捜査委員会（Comit・des recherches）と監視委員会（Comit・de Surveillance）を引き継いだ保安委員会を創設した。その規模は大きいものではなく、メンバーは決して16人を超えることはなかった。保安委員会の主な責務はフランス国内における安全保障であり、内外の敵から共和国を守ることであった。フランスの安全保障を確保する一つの方法は、パスポート制度であった。この制度を通じて委員会のメンバーは、誰がフランスに入国したのか、どこに行くのかを知ることができた。保安委員会は、恐怖政治の期間中に誰が革命裁判所に送られるかを決定する権限を有していた。個々の事件に関する証拠が十分に検討された後、委員会のメンバーは被疑者の無罪または有罪について決定を下し、被疑者が釈放されるか、革命裁判所に送られるかを決定した。 
保安委員会は多くの人々をギロチンに送るのに全面的に貢献した。1794年3月29日、保安委員会は、パリとトゥールーズの高等法院の元メンバー24人を革命裁判所に送り、その後処刑されるよう命じた。その少し後に、徴税請負人 の一部であった別の28人が保安委員会によって調査され、裁判のために革命裁判所に送られた。裁判の後、彼らは有罪判決を受けて処刑された。 
保安委員会と公安委員会は互いに協力し合う関係にあったが、彼らの責任の範囲は重複しており、それが両者の緊張を引き起こした。緊張は次第に高まり、最終的に保安委員会はロベスピエールの失脚に貢献した。それを示す一例は、保安委員会のメンバーであるジャン＝ピエール・アンドレ・アマールとマルク＝ジュリアン・アレクシス・ヴァディエの二人が、ロベスピエール打倒を目的としたテルミドール9日のクーデターに参加したことである。同じ時期にヴァディエはまた、ロベスピエールと最高存在の祭典に関連して、共和国を転覆する計画に関わったとしてカトリーヌ・テオ に対する誤った告発を国民公会であえて取り上げた。 
保安委員会は1795年の後半、国民公会の解散とともに解散した。

## 著名なメンバー
- マルク＝ギヨーム・アレクシス・ヴァディエ
- ジャック＝ルイ・ダヴィッド
- ジャン＝ピエール・アンドレ・アマール
- フィリップ＝フランソワ・ジョゼフ・ル・バ（英語版）
- ジャン＝アンリ・ヴーラン（英語版）
- ピエール＝ジョセフ・デュエム（英語版）